# El somiador rebel
El somiador rebel (títol original en anglès: Young Cassidy) és una pel·lícula anglo-estatunidenca dirigida per Jack Cardiff i John Ford, estrenada el 1965. El film és l'adaptació de l'autobiografia de l'escriptor irlandès Sean O'Casey. Ha estat doblada al català.

## Argument
A Dublín, el 1911, a la Irlanda ocupada per les forces britàniques, John Cassidy treballa per mantenir la seva mare i la seva germana. Animat per un desig de justícia i de llibertat per al seu país, s'agafa a la valenta estudiar, llegir, escriure, i posar la seva ploma al servei de la independència irlandesa. Participa en vagues i en moviments de protesta, escriu fulls polítics. Durant una manifestació, coneix Daisy Battles, una bonica ballarina que es converteix en la seva amant. Però, de seguida, l'abandona per a Nora, venedora en una llibreria, que comprèn les seves aspiracions i l'anima a escriure. El fracàs de la insurrecció irlandesa de 1916, violentament reprimida pels britànics, no el desanima. Una obra teatral que ha escrit,  L'arada i les estrelles, acaba sent acceptada a l'Abbey Theatre de Dublín. La carrera d'un gran escriptor comença.

## Repartiment
- Rod Taylor: John Cassidy
- Maggie Smith: Nora
- Julie Christie: Daisy Battles
- Flora Robson: Mrs. Cassidy
- Jack MacGowran: Archie
- Siân Phillips: Ella
- T.P. McKenna: Tom
- Julie Ross: Sara
- Robin Sumner: Michael
- Philip O’Flynn: Mick Mullen
- Pauline Delaney: Bessie Ballynoy
- Edith Evans: Lady Gregory
- Michael Redgrave: W.B. Yeats
- Arthur O’Sullivan: el contramestre
- Joe Lynch: Un llançador
- Vincent Dowling: Un llançador
- Tom Irwin: Un agent de policia
- John McDarby: Barman
- John Cowley: Barman
- Gerry Sullivan: Barman
- Bill Foley: Un empleat
- John Franklyn: Caixer
- Harry Brogan: Murphy

## Premis i nominacions
Nominacions
- 1966: BAFTA a la millor actriu britànica per Maggie Smith
- 1966: BAFTA al millor vestuari per Margaret Furse

## Al voltant de la pel·lícula
Ford es va posar malalt després de tres setmanes de rodatge i va ser reemplaçat per Jack Cardiff, conegut director de fotografia britànic. Ford només va dirigir els 20 primers minuts de la pel·lícula.